# ベルティオーロ
ベルティオーロ（伊: Bertiolo）は、イタリア共和国フリウリ＝ヴェネツィア・ジュリア州ウーディネ県にある、人口約2,400人の基礎自治体（コムーネ）。

## 地理

### 位置・広がり

#### 隣接コムーネ
隣接するコムーネは以下の通り。
- コドローイポ
- レスティッツァ
- リヴィニャーノ・テオール
- タルマッソンス
- ヴァルモ

### 気候分類・地震分類
ベルティオーロにおけるイタリアの気候分類 (it) および度日は、zona E, 2449 GGである。
また、イタリアの地震リスク階級 (it) では、zona 3 (sismicità bassa) に分類される。

## 行政

### 分離集落
ベルティオーロには、以下の分離集落（フラツィオーネ）がある。
- Virco, Pozzecco, Sterpo